# Stéphane Bern
Stéphane Bern (Lyon, 14 de noviembre de 1963) es un periodista, presentador de radio y televisión y escritor franco-luxemburgués especializado en historia y familias reales europeas.

## Biografía
Su madre, Melita Schlanger, es luxemburguesa de origen judío y su padre, un agregado comercial francés.  Stéphane Bern vive en Lyon hasta los cuatro años, después se muda a Nancy hasta los 10 y más tarde a París donde pasa su baccalauréat en el lycée Carnot. Con 16-17 años trabaja en el Palacio de Versalles y se diploma en 1985 en la Emlyon Business School.
Además de sus intervenciones en cine, teatro y sobre todo en televisión, de 1985 a 1988, colabora en diversas publicaciones como Dynastie, Voici y Jours de France, y desde 1999 en Madame Figaro. De 1992 a 1997, Stéphane Bern se encarga de la crónica radiofónica de familias reales europeas en Europe 1  antes de empezar en Les Grosses Têtes de Philippe Bouvard, en RTL. En 2000 produce y presenta la emisión Le Fou du roi en France Inter (11h-12h30), y después de once años regresa a RTL con À la bonne heure (11h-12h30).
De convicciones monárquicas, entra con 18 años en Nouvelle Action royaliste, pero es excluido en 1999 por haber hablado en Le Figaro de la dilapidación de la herencia del conde de París. Es además miembro del consejo de administración de la  Fondation Saint-Louis, que pone a disposición de la nación los bienes de la familia de Orleans y más generalmente de la Maison de France, familia cuyo heredero, Enrique es el candidato orleanista al trono de Francia.
De 1999 a 2001 es concejal del IX Distrito de París tras dimitir un miembro de Agrupación por la República. El administrador de este distrito Gabriel Kaspereit, es amigo de su padre. Termina su mandato muy decepcionado y decide apoyar a Jacques Bravo, cabeza de lista socialista del distrito. En 2003, el alcalde de París Bertrand Delanoë lo nombra presidente de un conservatorio artístico de este distrito.
Es miembro desde su creación en enero de 2001 del Museo Grévin, donde lo nombran presidente en abril de 2014 sucediendo a Bernard Pivot, de otras asociaciones culturales.
En 2013 adquiere el colegio militar real de Thiron-Gardais.
Gay declarado a raíz de unas publicaciones en L'Expansion, en 2013, firma el manifiesto a favor del matrimonio homosexual.

## Televisión
- 1997-2001 :Célébrités, con Alexandra Bronkers, remplazada ppr Carole Rousseau y luego por Valérie Bénaïm (TF1)
- 1998-2003 : Sagas programación estival (TF1)
- 2003-2006 : 20 h 10 pétantes, Vendredi pétantes, Samedi pétantes (Canal+)
- 2006 à 2007 : L'Arène de France (France 2)
- 2007 : Un autre monde (France 2)
- 2007 : Trois contes merveilleux, (France 2)
- 2007 : Pourquoi les manchots n'ont-ils pas froid aux pieds ? (France 2)
- Desde 2007 con diferentes horarios: Secrets d'histoire (France 2)
- 2008 : Le Lauréat de l'Histoire, (France 3), conJamy Gourmaud
- 2009-2010 : La télé est à vous !, con Audrey Chauveau (France 2)
- 2010 : homenaje a Philippe Bouvard[8] (France 2)
- 2010 - 2016 : Comment ça va bien ![9] (France 2)
- 2010 : Teum-Teum[10] (France 5)
- 2010 : Eurovisión 2010, con Cyril Hanouna (France 3)
- 2010 : Presentación de Nochebuena[11] (France 2)
- 2011 : con Marie Drucker : Boda real entre Guillermo de Cambridge y Catherine Middleton
- 2011 : Boda de Alberto II de Mónaco y Charlene Wittstock[12] (France 2)
- 2011 : Votre Plus Belle Soirée, con Julien Courbet (France 2)
- 2011 : Sois riche et tais-toi, Comédie !
- 2011 y 2013 : La maison préférée des Français (France 2) ;
- 2012 : Les Stars chantent la tête dans les étoiles[13]
- 2012 : Jubileo de diamante de Isabel II del Reino Unido con Marie Drucker y Karl Lagerfeld
- Desde 2012 : Le village préféré des Français (France 2)
- 2013 : Toute la télé chante pour le Sidaction(France 2)
- 2013: Soir de fête à Versailles con Shirley et Dino (France 2)
- 2013 y 2014 : Le jardin préféré des Français (France 2)
- De 2013 a 2015 : C'est votre vie ! (France 2)
- 2014: Le monument préféré des Français, (France 2)
- 2015 : Eurovisión 2015 con Marianne James (France 2)
- 2015 : Quatre résistants au Panthéon (France 2) con Nathalie Saint-Cricq.
- 2016 : 170 ans de la SPA, les plus belles histoires (France 2)
- 2016 : Tous au Lido pour le Sidaction, con Line Renaud (France 2)[14]
- 2016 : Eurovisión 2016 con Marianne James (France 2)[15]
- De septiembre de 2016 a junio de 2017 : Visites privées (France 2)
- 2017 : Eurovisión 2017 con Marianne James y Amir (France 2)[16]
- De octubre de 2017 a junio de 2018 : Code Promo (France 2)
- 2018 : Eurovisión 2018 con Christophe Willem y Alma (France 2)
- 2018 : Boda real entre Enrique de Sussex y Meghan Markle

## Cine
- 2001 : Absolument fabuleux de Gabriel Aghion
- 2003 : Laisse tes mains sur mes hanches de Chantal Lauby
- 2004 : Le Plaisir à 20 ans
- 2006 : Les Aristos de Charlotte de Turckheim
- 2006 : La Môme de Olivier Dahan
- 2011 : Celles qui aimaient Richard Wagner de Jean-Louis Guillermou
- 2012 : Il était une fois, une fois de Christian Merret-Palmair
- 2015 : Connasse, princesse des cœurs

### Doblaje
- 2000 : Rugrats en París: La película : Jean-Claude
- 2017 : The Lego Batman Movie : Alfred Pennyworth

## Teatro
- 2006 : Numéro complémentaire de Jean-Marie Chevret, Théâtre Saint-Georges

## Publicaciones
- L'Europe des rois , París, 1988
- Les Couronnes de l'exil, París, 1990
- La Monarchie dans tous ses états, París, 1992
- Moi Amélie, dernière reine de Portugal, París, 1997
- Diana, princesse des cœurs, París, 1997
- « God Save the Queen » ! Cinquante ans de tempête chez les Windsor, París, 1998
- Lady Di, París, 1998
- Rainier de Monaco et les Grimaldi, París, 1999
- Mon royaume à moi, París, 2000
- Stéphane Bern + Éric Jansen, Sagas, París, 2000
- Diane de France, la princesse rebelle, París, 2000
- Un si joli monde, París, 2006
- Plus belle sera la vie, París, 2007
- Grace Kelly, París, 2007
- Oubliez-moi, París, 2009
- Une vie de chien. Les animaux chéris des grands de ce monde, París, 2009
- Au cœur de l'Écosse, París, 2009
- Le Livre fou… du roi, París, 2010
- Secrets d'histoire, París, 2010
- Secrets d'histoire, tome 2, París, 2011
- Le Destin d'une reine París, 2012
- Secrets d'histoire, tome 3, París, 2012
- Portrait de Cour, París, 2012
- Guillaume & Stéphanie, Album-souvenir du mariage princier, París, 2012
- Les mystères de l'Histoire, infantil (Louis XIV, Napoléon, la Révolution Française, Molière), París, 2013
- Le bel esprit de l'Histoire, París, 2013
- Secrets d'histoire, tome 4, París, 2013
- Châteaux Royaux de France, París, 2013
- Les Pourquoi de l'Histoire, París, 2014
- Secrets d'histoire, tome 5, París, 2014
- Jean de Luxembourg, París, 2014
- Le château de Chantilly, les trésors d'une collection d'art royale, 2014
- Les Pourquoi de l'Histoire 2, París, 2015
- Secrets d'histoire, tome 6, París, 2015
- Secrets d'histoire - illustrés, París, 2015
- Le Village préféré des Français, París, 2015
- Les Pourquoi de l'Histoire 3, París, 2016
- Secrets d'histoire, tome 7, París, 2016
- Mon Luxembourg, un pays à découvrir, 2016

## Distinciones
- : Ordre des Arts et des Lettres, Caballero, 2010[17]
- Prix Roland-Dorgelès, 2011
- : Orden de Grimaldi, Caballero, 2011[18]
- : Orden de Adolfo de Nassau, Comandante, 2013
- : Orden de Leopoldo, Oficial, 2013.[19]
- :Orden del Imperio Británico, Oficial, OBE,  2014

- : Orden del Mérito del Gran Ducado de Luxemburgo, 2015
- :Orden de las Palmas Académicas, 2015